# توتون درختچه‌ای
توتون درختچه‌ای (نام علمی: Nicotiana glauca) نام یک گونه از سرده تنباکوییان است.

## نگارخانه

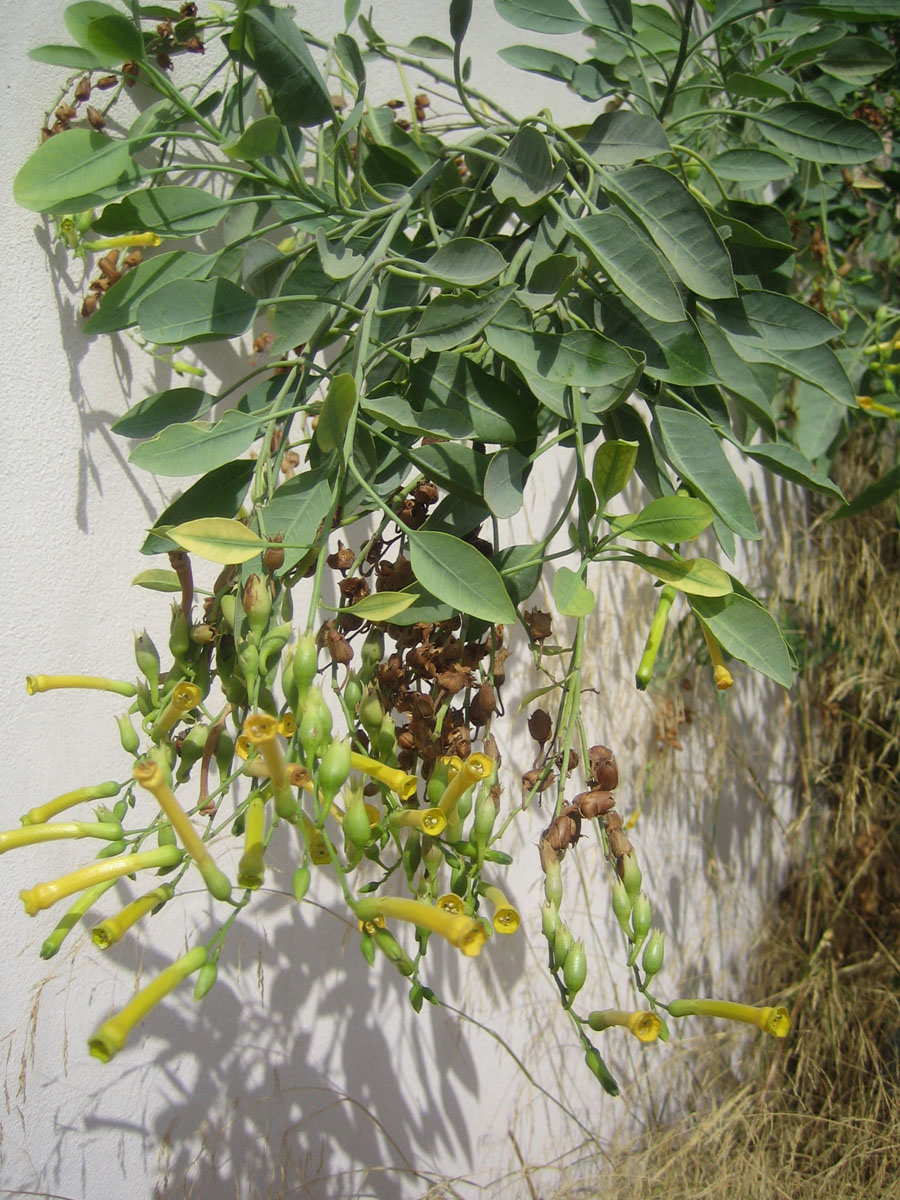
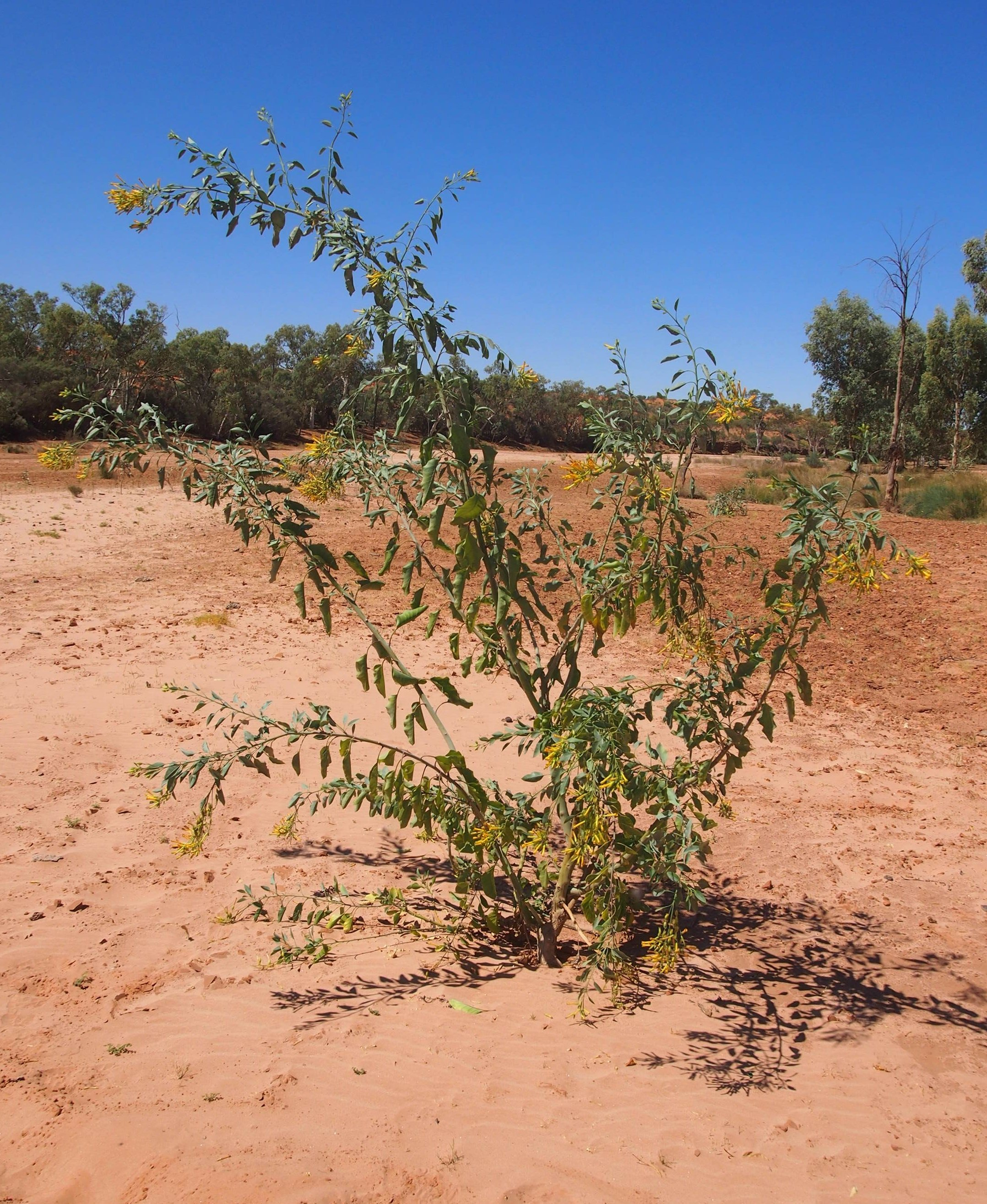
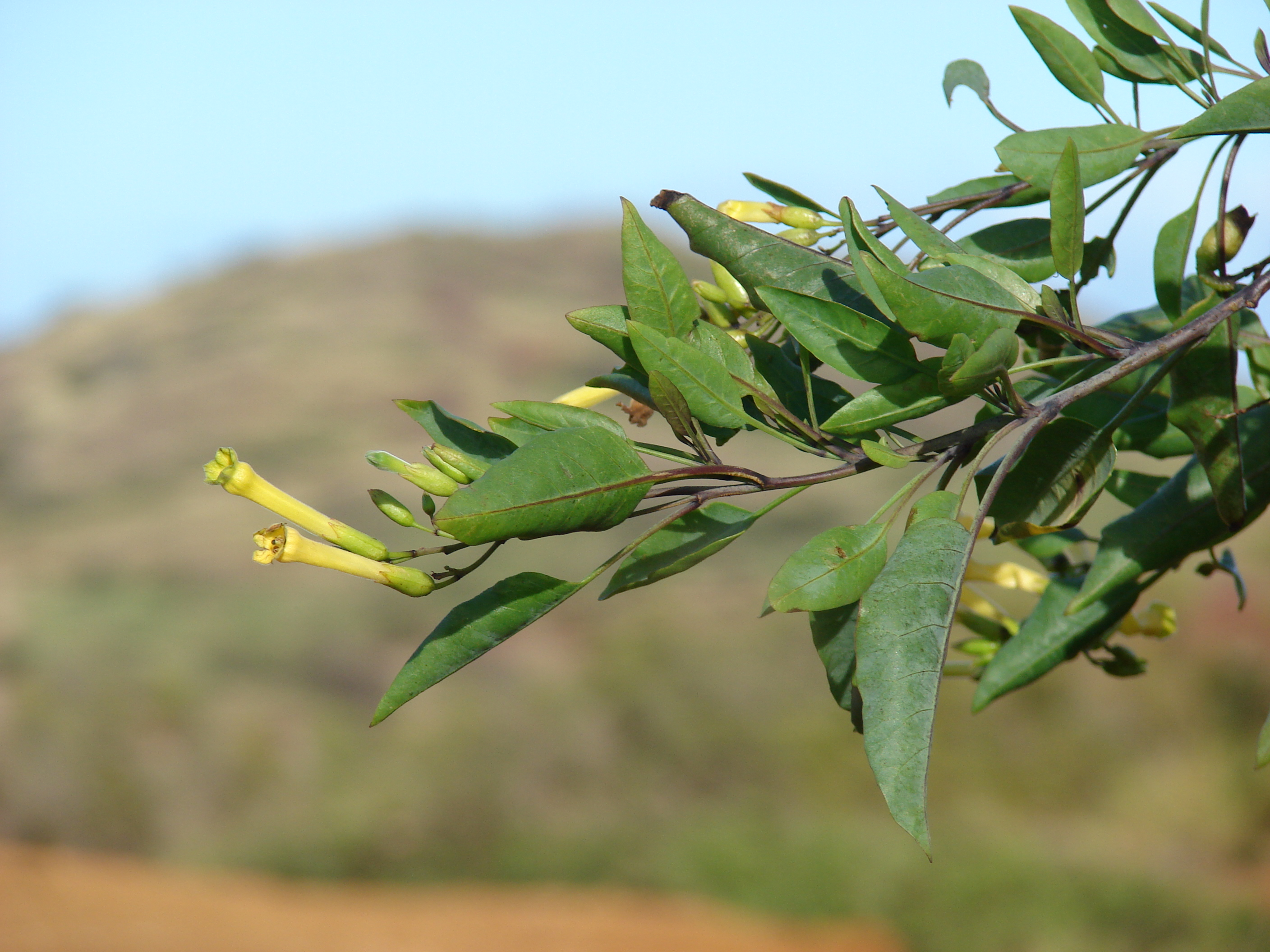